# Crévoux
Crévoux település Franciaországban, Hautes-Alpes megyében. Lakosainak száma 122 fő (2022. január 1.). Crévoux La Condamine-Châtelard, Saint-Paul-sur-Ubaye, Les Orres, Saint-André-d’Embrun, Saint-Sauveur és Vars községekkel határos.

## Népesség
A település népességének változása:
| Lakosok száma | 131  | 115  | 117  | 124  | 130  | 140  | 130  | 127  | 125  | 122  |
|               | 1968 | 1982 | 1990 | 2006 | 2013 | 2015 | 2017 | 2019 | 2020 | 2022 |